# Râul Tara
Râul Tara are o lungime de 140 km, fiind cel mai lung râu din Muntenegru, el traversează Defileul Tara sau „Cheile Tara” și formează la Hum (Bosnia), prin confluența cu Piva,  Râul Drina.

## Curs
Râul are izvorul la granița dintre Muntenegru și Albania în munții Žijev, la o altitudine de 2000 m, la ca. 30 km sud de Kolašin. De la Prošćenje până la Hum unde confluează cu Piva în apropiere de granița bosniacă râul traversează un defileu care are o adâncime de 1.300 m și o cădere medie de 3,6 m/km.

## Cheile Tara

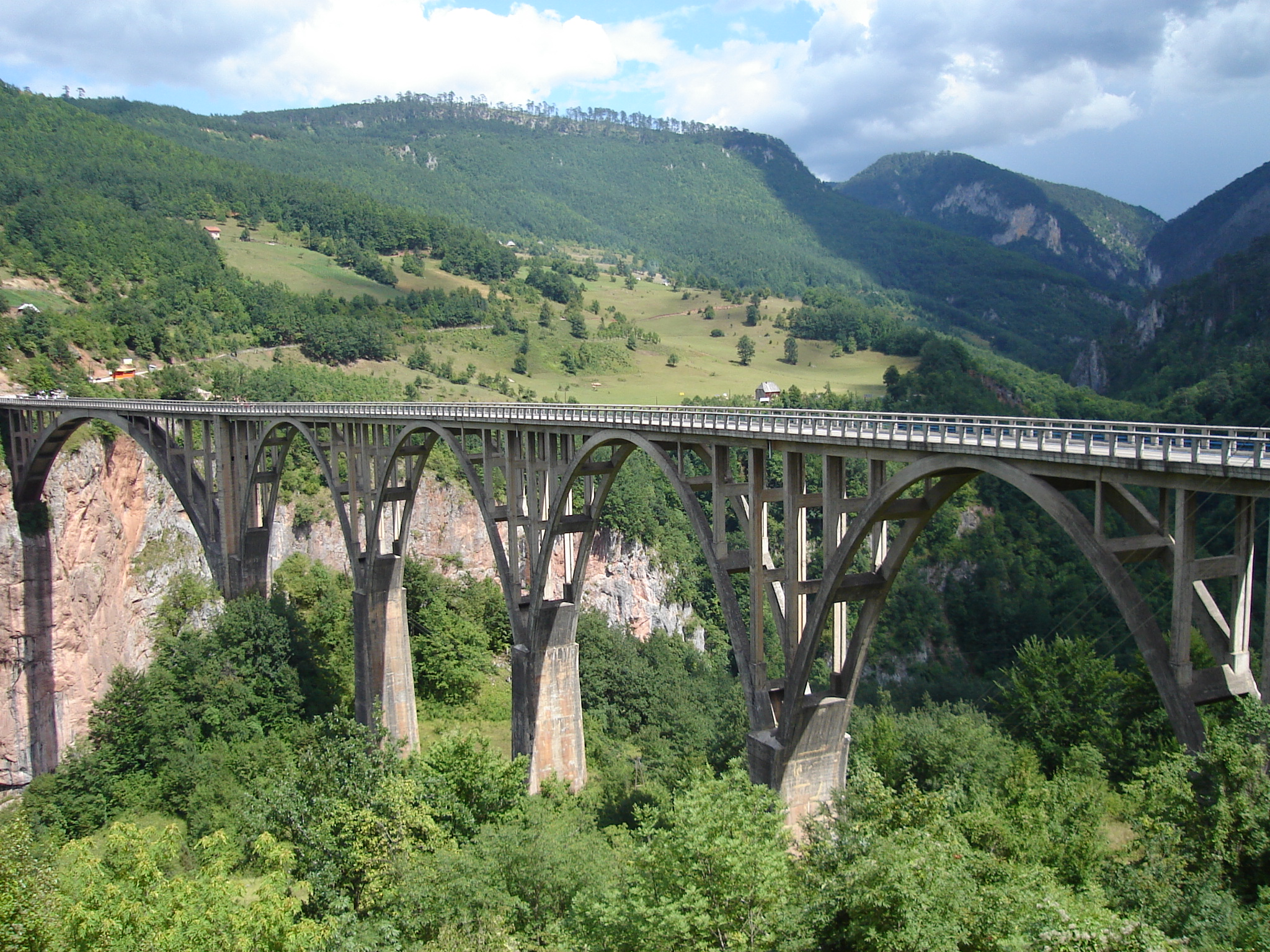
Pod peste Tara la Đurđevića

Cheile Tara, au o lungime de ca. 78 km, care este mărginit de un perete stâncos, care atinge 1300 m înălțime. El este cel mai lung și cel mai adânc defileu din Europa. Din anul 1977 partea inferioară a defileului, aparține de Parcul Național  Durmitor, fiind considerat la fel ca și canionul Colorado patrimoniu mondial UNESCO. Pe trasul defileului, râul are cascade care pot atinge o înălțime de 60 m. fiind o atracție pentru amatorii sportului nautic. Pe cursul râului Tara sunt mai multe poduri de cale ferată sau pentru traficul rutier, unul dintre aceste poduri are o lungime de 350 m și o înălțime de 150 m.